# محمد بن قاسم انباری
محمد بن قاسم انباری (۱۱ رجب ۲۷۱–۹ ذیحجهٔ ۳۲۸ ه.ق بغداد) (نسب: ابوبکر محمد بن قاسم بن بشار بن حسن انباری) ادیب، لغوی، نحوشناس، مفسّر و محدّث عراقی بود. ابن انباری را از بزرگ‌ترین نحوشناس مکتب کوفه دانسته‌اند. وی گاهی شعر نیز می‌سروده‌است.

## زندگی
نخست از پدرش قاسم بن محمد (درگذشتهٔ ۳۰۴ق) علم آموخت، از ابوالعباس ثعلب نحو گرفت.  هنگامی که هنوز جوان بود، آموزگار شد و در مسجد جامع منصور در بغداد آموزش می‌داد، در حالی که پدرش در سوی دیگر مسجد نشست برگزار می‌کرد. ابن انباری از حفظ می‌گفت نه از روی کتاب. الراضی باللّه از او برای تأدیب فرزندانش دعوت کرد. 

## آثار
- الاضداد،
- ایضاح الوقف و الابتداء،
- شرح الالغات المبتدآت فی الاسماء و الافعال،
- شرح دیوان عامر بن طفیل،
- شرح قصائد سبعه جاهلی
- الزاهر فی معانی کلمات الناس.